# Veneridae
Veneridae или венериде, уобичајено име Венерине шкољке, су веома велика породица од малих до великих, морских шкољки. Преко 500 врста ових шкољки је познато, од којих је већина јестива и многе се експлоатишу као извор хране.
Многе врсте ових шкољки су најзначајније јестиве врсте и врло су значајне за светско рибарство. Породица укључује и неке врсте које су важне комерцијално, као што је Mercenaria mercenaria.

## Класификација
Класификација породице Veneridae је била контроверзна од 1930-их. Највише услед класификације коју је урадио Кин (1969) која препознаје 12 потпородица, наведених у наставку. Неке уобичајене врсте су премештане између родова (укључујући и родове у различитим потпородицама) због поновних покушаја да се донесе још боља организација у класификацији породице, где су се често сусретале са променама генеричког имена врсте.

## Списак родова породице Veneridae
Према WoRMS од 13. марта 2019.:
| - род Agriopoma Dall, 1902 - род Amiantis Carpenter, 1864 - род Anomalocardia Schumacher, 1817 - род Anomalodiscus Dall, 1902 - род Antigona Schumacher, 1817 - род Aphrodora Jukes-Browne, 1914 - род Asaphinoides F. Hodson, 1931 - род Atamarcia Marwick, 1927 - род Austrovenus Finlay, 1926 - род Bassina Jukes-Browne, 1914 - род Callista Poli, 1791 - род Callithaca Dall, 1902 - род Callocardia A. Adams, 1864 - род Callpita Huber, 2010 - род Chamelea Mörch, 1853 - род Chione Megerle von Mühlfeld, 1811 - род Chionella Cossmann, 1886 † - род Chioneryx Iredale, 1924 - подфамилија Chioninae Frizzell, 1936 - род Ameghinomya Ihering, 1907 - род Leukoma E. Römer, 1857 - род Chionista Keen, 1958 - род Chionopsis Olsson, 1932 - род Circe Schumacher, 1817 - род Circenita Jousseaume, 1888 - род Circomphalus Mörch, 1853 - род Clausinella Gray, 1851 - род Clementia Gray, 1842 - род Compsomyax Stewart, 1930 - род Comus Cox, 1930 - род Costacallista Palmer, 1927 - род Costellipitar Habe, 1951 - род Cryptonema Jukes-Browne, 1914 - род Cyclina Deshayes, 1850 - род Cyclinella Dall, 1902 - род Dorisca Dall, Bartsch & Rehder, 1938 - род Dosina J.E. Gray, 1835 - род Dosinia Scopoli, 1777 - род Egesta Conrad, 1845 - род Eumarcia Iredale, 1924 - род Eurhomalea Cossmann, 1920 - род Ezocallista Kira, 1959 - род Frigichione Fletcher, 1938 † - род Gafrarium Röding, 1798 - род Gemma Deshayes, 1853 - род Globivenus Coen, 1934 - род Gomphina Mörch, 1853 - род Gomphinella Marwick, 1927 - род Gouldia C. B. Adams, 1847 - род Gouldiopa Iredale, 1924 - род Granicorium Hedley, 1906 - род Grateloupia (anonymous), 1830 † - род Hinemoana Marwick, 1927 - род Humilaria Grant & Gale, 1931 - род Hyphantosoma Dall, 1902 - род Hysteroconcha Dall, 1902 - род Iliochione Olsson, 1961 - род Irus Schmidt, 1818 - род Irusella Hertlein & Grant, 1972 - род Jukesena Iredale, 1915 - род Katelysia Römer, 1857 - род Katherinella Tegland, 1929 † - род Kyrina Jousseaume, 1894 | - род Laevicirce Habe, 1951 - род Lamelliconcha Dall, 1902 - род Lepidocardia Dall, 1902 - род Lioconcha Mörch, 1853 - род Liocyma Dall, 1870 - род Lirophora Conrad, 1863 - род Macridiscus Dall, 1902 - род Macrocallista Meek, 1876 - род Marama Marwick, 1927 - род Marcia H. Adams & A. Adams, 1857 - род Marwickia Finlay, 1930 - род Megapitaria Grant & Gale, 1931 - род Mercenaria Schumacher, 1817 - род Meretrix Lamarck, 1799 - род Notocallista Iredale, 1924 - род Nutricola F. R. Bernard, 1982 - род Panchione Olsson, 1964 - род Paphia Röding, 1798 - род Paphonotia Hertlein & Strong, 1948 - род Parastarte Conrad, 1862 - род Parvicirce Cosel, 1995 - род Pelecyora Dall, 1902 - род Periglypta Jukes-Browne, 1914 - потпородица Petricolinae d'Orbigny, 1840 - род Choristodon Jonas, 1844 - род Cooperella Carpenter, 1864 - род Lajonkairia Deshayes, 1854 - род Mysia Lamarck, 1818 - род Petricola Lamarck, 1801 - род Petricolaria Stoliczka, 1870 - род Pitar Römer, 1857 - род Pitarenus Rehder & Abbott, 1951 - род Placamen Iredale, 1925 - род Polititapes Chiamenti, 1900 - род Privigna Dall, Bartsch & Rehder, 1938 - род Protapes Dall, 1902 - род Proxichione Iredale, 1929 - род Redicirce Iredale, 1924 - род Rohea Marwick, 1938 - род Ruditapes Chiamenti, 1900 - род Samarangia Dall, 1902 - род Saxidomus Conrad, 1837 - род Sunetta Link, 1807 - род Sunettina Pfeiffer, 1869 - род Tapes Megerle von Mühlfeld, 1811 - род Tawera Marwick, 1927 - род Timoclea T. Brown, 1827 - род Tivela Link, 1807 - род Transennella Dall, 1884 - род Transenpitar Fischer-Piette & Testud, 1967 - род Turia Marwick, 1927 - потпородица Turtoniinae Clark, 1855 - род Turtonia Alder, 1848 - род Veneriglossa Dall, 1886 - род Venerupis Lamarck, 1818 - род Venus Linnaeus, 1758 |

- подфамилија Callocardiinae Dall, 1895 представљена као Veneridae Rafinesque, 1815
- подфамилија Clementiinae Frizzell, 1936 представљена као Veneridae Rafinesque, 1815
- подфамилија Dosiniinae Deshayes, 1853 представљена као Veneridae Rafinesque, 1815
- подфамилија Gemminae Dall, 1895 представљена као Veneridae Rafinesque, 1815
- подфамилија Gouldiinae Stewart, 1930 представљена као Veneridae Rafinesque, 1815
- подфамилија Meretricinae Gray, 1847 представљена као Veneridae Rafinesque, 1815
- подфамилија Samarangiinae Keen, 1969 представљена као Veneridae Rafinesque, 1815
- подфамилија Sunettinae Stoliczka, 1870 представљена као Veneridae Rafinesque, 1815
- подфамилија Tapetinae Gray, 1851 представљена као Veneridae Rafinesque, 1815
- подфамилија Venerinae Rafinesque, 1815 представљена као Veneridae Rafinesque, 1815
  - род Kuia Marwick, 1927 †
  - род Marama Marwick, 1927 †

## Галерија
- Amiantis purpurata
- Antigona lamellaris
- Austrovenus stutchburyi
- Bassina yatei
- Callista maculata
- Chamelea striatula
- Chione gnidia
- Circomphalus fordi
- Dosinia ponderosa
- Gafrarium tumidum
- Hysteroconcha dione
- Irus elegans
- Leukoma columbiensis
- Lioconcha castrense
- Lirophora paphia
- Marcia marmorata
- Mercenaria mercenaria
- Meretrix lamarckii
- Notirus reflexus
- Notocallista multistriata
- Paphia undulata
- Pelecyora brocchii
- Periglypta multicostata
- Pitar lupanaria
- Polititapes aureus
- Saxidomus nuttalli
- Sunetta meroe
- Tapes decussata
- Tivela ponderosa
- Venerupis corrugata
- Venus verrucosa